# ول کالیفرنیا
ول کالیفرنیا (نام علمی: Microtus californicus) نام یک گونه از زیرخانواده ولیان است.